# Ilija Pantelić
Ilija Pantelić (* 2. August 1942 in Kozica bei Banja Luka, Unabhängiger Staat Kroatien; † 17. November 2014 in Novi Sad, Serbien) war ein jugoslawischer Fußballtorhüter und -trainer.
Er war nicht verwandt mit Dragan Pantelić, einem anderen ehemaligen jugoslawischen Nationaltorhüter, der gleichfalls einen Teil seiner Laufbahn im französischen Profifußball absolvierte.

## Karriere

### Verein
Ilija Pantelić begann seine Karriere 1958 als Jugendspieler bei dem serbischen Verein BAK Bela Crkva. 1960 absolvierte er seine erste Saison im Seniorenbereich bei FK Radnički Sombor, von wo er 1961 nach nur einer Spielzeit zu FK Vojvodina Novi Sad wechselte. Mit diesem Verein gewann er auf Anhieb die jugoslawische Vizemeisterschaft und 1966 den Titel des Landesmeisters.
Nachdem sich 1969 die Möglichkeit bot, seine Karriere im Ausland fortzusetzen, wechselte er 1969 nach Frankreich, wo er zwei Jahre lang für den Zweitdivisionär Racing Paris-Neuilly (zur Spielzeit 1970/71 in Racing Joinville umbenannt) spielte. Nach einem kurzen Intermezzo bei Olympique Marseille wechselte er zum SEC Bastia, wo er in der Folgezeit zum Stammtorhüter avancierte. Mit den Korsen erreichte er 1972 das französische Pokalfinale gegen seinen vorigen Club aus Marseille, unterlag jedoch mit 1:2. Bastia revanchierte sich im Spiel um die Trophée des champions, den Vorläufer des französischen Supercups, mit einem 5:2 gegen Olympique. 1974 schloss er sich dem Paris Saint-Germain FC an, der in die Division 1 aufgestiegen war; bei PSG blieb er bis zum Ende seiner aktiven Spielerkarriere 1977. Zum Abschluss der Saison 1976/77 bildete er gemeinsam mit Pierre Alonzo für sechs Spiele das Trainerteam bei dem Hauptstadtklub.
Als die Fachzeitschrift France Football 2012 eine Liste der besten ausländischen Fußballer aller Zeiten im französischen Profiligabetrieb aufstellte, setzte die Redaktion Ilija Pantelić darin auf den 30. Rang – als zweitbesten Torhüter („formidabel auf der Linie, exzellent bei hohen Bällen“) hinter seinem Landsmann Ivan Ćurković. Pantelić war mit der Miss Jugoslawien von 1961 verheiratet.

### Nationalmannschaft
Zwischen 1964 und 1968 hütete Pantelić in 18 Länderspielen das Tor der jugoslawischen Nationalmannschaft. 1968 nahm er mit Jugoslawien an der  Endrunde der Fußball-Europameisterschaft teil und bestritt das Halbfinalspiel gegen England (1:0) sowie die Finalspiele gegen Gastgeber Italien (1:1 nach Verlängerung, 0:2).

## Erfolge
- Jugoslawischer Meister 1966
- Vize-Europameister 1968
- Französischer Meister 1971
- Gewinner der Trophée des Champions 1972